# 82e cérémonie des National Board of Review Awards
La 82e cérémonie des National Board of Review Awards, décernés par le National Board of Review, a eu lieu le 2 décembre 2010, et a récompensé les films réalisés dans l'année.

## Classements 2010 du National Board of Review

### Top 10 films
- Another Year
- Au-delà (Hereafter)
- The Fighter
- Inception
- Le Discours d'un roi (The King's Speech)
- Shutter Island
- The Social Network
- The Town
- Toy Story 3
- True Grit
- Winter's Bone

### Top films étrangers
- Amore (Io sono l'Amore)  •  Italie
- Incendies •  Canada
- Le Secret de Chanda (Life, Above All)  •  Afrique du Sud,  Allemagne
- Soul Kitchen •  Allemagne
- White Material •  France

### Top films documentaires
- Un film inachevé
- Inside Job
- Joan Rivers: A Piece of Work
- Restrepo
- The Tillman Story

### Top films indépendants
- Animal Kingdom
- La Beauté du geste (Please Give)
- Buried
- Fish Tank
- The Ghost Writer
- Greenberg
- Laisse-moi entrer (Let Me In)
- Monsters
- Somewhere
- Be Bad ! (Youth in Revolt)

## Palmarès
- Meilleur film :
  - The Social Network
- Meilleur acteur :
  - Jesse Eisenberg pour le rôle de Mark Zuckerberg dans The Social Network
- Meilleure actrice :
  - Lesley Manville pour le rôle de Mary dans Another Year
- Meilleur acteur dans un second rôle :
  - Christian Bale pour le rôle de Dickie Eklund dans The Fighter
- Meilleure actrice dans un second rôle :
  - Jacki Weaver pour le rôle de Janine Cody dans Animal Kingdom
- Meilleur espoir :
  - Jennifer Lawrence pour le rôle de Ree Dolly dans Winter's Bone
- Meilleure distribution :
  - The Town
- Meilleur réalisateur :
  - David Fincher - The Social Network
- Meilleur premier film :
  - Sebastian Junger et Tim Hetherington - Restrepo
- Meilleur scénario original :
  - Buried - Chris Sparling
- Meilleur scénario adapté :
  - The Social Network - Aaron Sorkin
- Meilleur film en langue étrangère :
  - Des hommes et des dieux •  France
- Meilleur film d'animation :
  - Toy Story 3
- Meilleur film documentaire :
  - Waiting for "Superman"
- Meilleurs décors :
  - Dante Ferretti pour Shutter Island
- Freedom of Expression Award : égalité
  - Conviction
  - Fair Game
  - Howl
- Special Filmmaking Achievement Award :
  - Sofia Coppola pour l'écriture, la réalisation et la production de Somewhere
- William K. Everson Award for Film History :
  - Leonard Maltin